# Индийско-мьянманские отношения
Индийско-мьянманские отношения — двусторонние дипломатические отношения между Индией и Мьянмой. С 1993 года отношения значительно улучшились, преодолев напряжение, связанное с незаконным оборотом наркотиков, подавления демократии и верховенства военной хунты в Мьянме. Мьянма расположена к югу от индийских штатов Мизорам, Манипур, Нагаленд и Аруначал-Прадеш и является единственным сухопутным «мостом» для Индии к рынкам Юго-Восточной Азии. Протяжённость государственной границы между странами составляет 1463 км.

## История
Индия имеет давние исторические отношения с Мьянмой. Обе страны являлись частью Британской империи, Мьянма только в 1937 году была отделена от Британской Индии. В 1948 году Индия установила дипломатические отношения с Мьянмой. На протяжении многих лет индийско-мьянманские отношения были сильны благодаря тому, что Мьянма ранее была провинцией Индии, соответственно между этими странами есть наличие культурных связей, общих интересов в региональных делах и присутствие значительной индийской общины в Мьянме. Индия предоставляла значительную поддержку Мьянме в борьбе с региональными мятежами. В 1962 году произошло свержение демократического правительства в Мьянме, что привело к ухудшению отношений между странами. Наряду с большой частью мира, Индия осудила подавление демократии и мьянманские военные начали депортировать членов бирманской индийской общины, увеличивая собственную изоляцию от мира. Только Китай продолжил поддерживать тесные связи с Мьянмой, а Индия начала оказывать поддержку демократической оппозиции.
В 1987 году произошёл серьёзный прорыв в отношениях, когда тогдашний премьер-министр Индии Раджив Ганди посетил Мьянму, но в 1988 году отношения вновь ухудшились после подавления мирной демонстрации военной хунтой, что привело к притоку бирманских беженцев в Индию. С 1993 года премьер-министры Индии Нарасимха Рао и Атал Бихари Ваджпаи изменили курс и начали устанавливать более теплые отношения между двумя странами, как часть более широкой внешней политики Индии в Юго-Восточной Азии, проводимой в противовес растущему влиянию Китая.

## Экономические отношения
Индия является крупнейшим рынком сбыта для мьянманского экспорта, приобретая товаров на сумму около 220 млн долл. США (в 2000 году). Индийский экспорт в Мьянму составил 75,360,000 долларов США. Индия является 4-м крупнейшим торговым партнером Мьянмы после Таиланда, КНР и Сингапура и вторым по величине экспортным рынком после Таиланда, поглощая 25 процентов от общего объёма экспорта Мьянмы. Индия также является для Мьянмы седьмым партнером по импорту. В 2006 году правительства Индии и Мьянмы установили цель достигнуть объёма двусторонней торговли в 1 млрд долларов США (в 2006 году было 650 млн долларов США). Индийское правительство планирует расширить воздушные, сухопутные и морские маршруты для укрепления торговых связей с Мьянмой и протянуть новую ветку газопровода. В то время как вовлечение частного сектора Индии в экономику Мьянмы было низким и росло в медленном темпе, оба правительства пошли на расширение сотрудничества в области сельского хозяйства, телекоммуникаций, информационных технологий, стали, нефти, природного газа, углеводородов и пищевой промышленности. Двусторонний торговый договор от 1994 года предусматривает установление приграничной торговли, которая осуществляется с трёх назначенных пограничных пунктов (по одному в Манипуре, Мизораме и Нагаленде).

## Развитие инфраструктуры
13 февраля 2001 года Индия и Мьянма открыли новое 160-километровое шоссе, которое стало важным стратегическим и торговым транспортным маршрутом, соединяющим северо-восток Индии с Юго-Восточной Азией. В 2008 году Индия и Мьянма договорились о строительстве 4-х полосной, 3200 км автомагистрали, соединяющей Индию, Мьянму и Таиланд. В 2016 году планируется завершение строительства этой автомагистрали, более 1600 км дорог будет построено или модернизировано. По генеральному плану автомагистраль может быть продлена до Камбоджи и Вьетнама. Строительство этой автомагистрали направлено на создание новой экономической зоны, начиная от Калькутты и до Хошимина.

## Развитие стратегических связей
Интерес Индии поддерживать тесные отношения с Бирмой мотивирован желанием противодействовать растущему влиянию Китая в качестве регионального лидера и повысить собственное влияние и положение. Правительство Индии беспокоит обширное военное участие Китая в развитии портов, военно-морских и разведывательных средств и промышленности Мьянмы, в частности модернизация военно-морской базы в городе Ситуэ.
Благодаря помощи Индии для Мьянмы стало проще преодолевать международную изоляцию и удалось уменьшить зависимость страны от Китая. Обе страны стремятся к сотрудничеству по противодействию незаконному обороту наркотиков и экстремистским группировками, действующим в приграничных районах.
В 2007 году Индия никак не отреагировала на антиправительственные протесты в Мьянме, подавление которых нашло международное осуждение. Индия также заявила, что у неё нет никаких намерений вмешиваться во внутренние дела Мьянмы и что мьянманский народ должен достичь демократии сам по себе. Этот сдержанный ответ был широко раскритикован как в Индии так и за рубежом как ослабление Индии в качестве ведущего демократического государства Азии.
В 2013 году Индия предоставила кредит Мьянме на сумму в 500 млн долл. США.

## Культурные связи
Индия согласилась отправить группу археологов из своего археологического управления для реставрации Мьянманского храма Ананда в Пагане, округ Мандалай, построенного в 11 веке.